# Monis Jahr
Monis Jahr ist ein Roman von Kirsten Boie über das Leben dreier Generationen im Hamburg der Nachkriegszeit. Die Handlung umfasst den Zeitraum von Silvester 1955 bis Silvester 1956. Das Buch erschien im Jahr 2003 im Oetinger Verlag in Hamburg.

## Inhalt
Die zehnjährige Monika Schleier lebt zusammen mit ihrer Mutter und ihrer Großmutter väterlicherseits in einfachen Verhältnissen in Hamburg. Die Mutter, die als junges Mädchen von einem Soldaten geschwängert wurde, den sie dann per Kriegstrauung geheiratet hat, hat ihren Mann nach dieser einen Liebesnacht nie wieder gesehen; er ist in Russland vermisst. Doch ihre Schwiegermutter will den Sohn nicht für tot erklären lassen, was bedeutet, dass auch keine Witwen- und Waisenrente ausbezahlt wird. Mutter Schleier arbeitet in einer Schuhcremefabrik, Monikas Großmutter putzt in einem Krankenhaus. Als Monika die Aufnahmeprüfung fürs Gymnasium bestanden hat, schämt sie sich deswegen vor ihrer neuen Freundin Heike, einer Arzttochter, und behauptet, die Großmutter sei Krankenschwester. Nachdem diese Lüge an den Tag gekommen ist, schneidet Heike Monika und beredet auch die Klassenkameradinnen, Monika auszuschließen. Diese Phase hält wochen- oder monatelang an und belastet das Mädchen sehr.
Einen weiteren Konflikt gibt es innerhalb der Familie: Monikas Mutter, nun 29 Jahre alt, glaubt nicht mehr daran, dass ihr Mann zurückkehren wird, und will nicht ihr ganzes Leben versäumen. Als sie anfängt, mit dem Ingenieur Helmut auszugehen, kommt es zu einem heftigen Zwist mit ihrer Schwiegermutter. Monika, die Mutter und Großmutter gleichermaßen liebt und in dem Bewusstsein aufgewachsen ist, dass ihr vermisster Vater nicht einfach ins Reich der Toten verwiesen werden kann, solange man nichts Sicheres über seinen Verbleib weiß, ist auch darüber sehr unglücklich. Gleichzeitig erfährt sie von ihren Freundinnen und Schulkameradinnen, welche Probleme entstehen können, wenn ein lang ferngebliebener Familienvater aus der Kriegsgefangenschaft heimkehrt oder wenn eine Mutter einen neuen Partner heiratet. Sie kann sich weder das eine noch das andere wirklich wünschen.

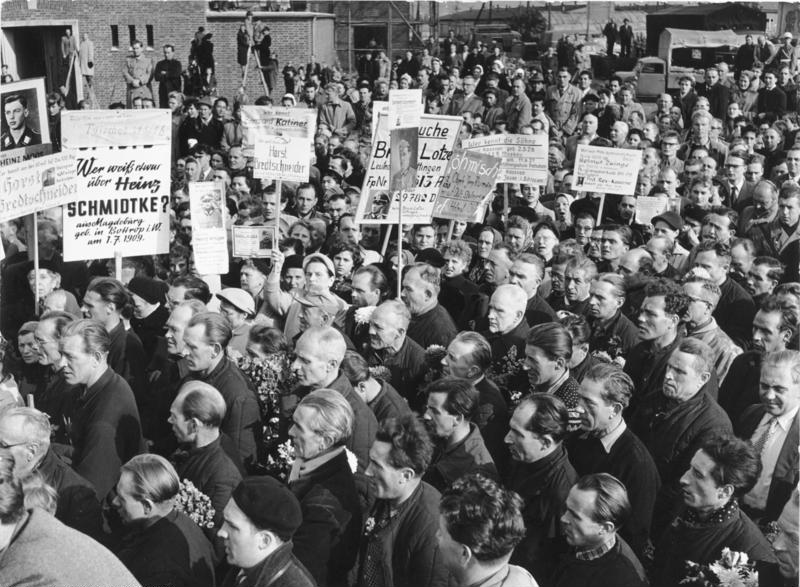
Suche nach Angehörigen im Lager Friedland

Das Jahr 1955 bringt für Monika zahlreiche Änderungen mit sich: Ihr bester Freund Harald, Kind einer ostpreußischen Flüchtlingsfamilie, wandert mit Eltern und Schwester nach Australien aus, weil die Eltern die Hoffnung auf ein Leben jenseits der Nissenhütten und der Demütigung in Deutschland aufgegeben haben. Zuvor aber darf sie zusammen mit Harald und dessen Vater ihren ersten Blick auf einen Fernseher werfen und erlebt den Besuch der Kaiserin Soraya in Deutschland mit. Als es Konrad Adenauer gelingt, die Rückkehr der letzten überlebenden Kriegsgefangenen aus Russland durchzusetzen, fährt die Großmutter ins Aufnahmelager Friedland, um Nachrichten über ihren Sohn zu erhalten. Erst dort gehen ihr die Augen auf und sie akzeptiert die Tatsache, dass ihr Sohn aller Wahrscheinlichkeit nach schon lange tot ist.
Helmut, der Freund von Monikas Mutter, erweist sich als sensibel genug, um nach und nach einen Kontakt zu dem Mädchen aufzubauen und, nachdem Großmutter Schleier eingesehen hat, dass ihre Schwiegertochter höchstwahrscheinlich verwitwet ist, sich auch mit dieser auszusöhnen. Er plant die Eheschließung mit Frau Schleier, kauft ein Goggomobil und eine im Bau befindliche Eigentumswohnung und wird Monika und ihrer Mutter ein neuer Familienvater in der Zeit des Wirtschaftswunders sein.

## Rezeption
„Für Jugendliche und Erwachsene ist das Buch angekündigt, und man kann nur hoffen, daß erstere die übliche Hemmschwelle überwinden und diese Moni trotz ihres uninteressanten Alters kennenlernen; und damit auch sich selbst ein wenig besser, und die Eltern und Großeltern, und unser Land, wie es war, als der Krieg noch nicht so lange her war“, schreibt Monika Osberghaus in ihrer Rezension des Buches in der Frankfurter Allgemeinen. Sie lobt die lebendige Atmosphäre des Werks, das die Stimmung und Lebensbedingungen der 1950er Jahre in Deutschland aus der Sicht des Kindes so unmittelbar und gar nicht muffig darstelle.
Ähnlich urteilen auch andere Kritiker, etwa Andrea Duphorn: „Kirsten Boie, 1950 geboren, gelingt mit “Monis Jahr” ein feines Stimmungsbild jener von Sparsamkeit, Fleiss und Hoffnung bestimmten Jahre, in denen es statt Cornflakes und Nutella zum Frühstück noch Haferflockensuppe und Lebertran gab“, schreibt sie auf der Homepage des Schweizerischen Instituts für Kinder- und Jugendmedien.
Elisabeth Simon-Pätzold verweist auf die Diskrepanz zwischen den geschichtlichen Ereignissen, die den Hintergrund von Monika Schleiers Lebenssituation bilden, und den hilflosen Reaktionen der kleinen Leute, unter denen sie lebt. Unmöglich könne sich ein Kind in diesem Zwiespalt von radikaler Lebensbedrohung durch die Politik und unpolitischer Haltung der Bezugspersonen zurechtfinden, unmöglich den Wertewandel, von dem jene Zeit gekennzeichnet sei, aus eigener Kraft verstehen. Doch Monika sei schlau genug und gehe ja aufs Gymnasium. Sie werde eines Tages die Zusammenhänge verstehen und ihre Lehren daraus ziehen: „Antworten auf ihre Fragen wird sie erst viel später finden. Es ist gut, dass sie das Gymnasium besucht, dass sie die Chance hat, sich Bildung und Orientierung zu verschaffen. Dieses Buch ist sehr interessant für alle Menschen, die diese Zeit erlebt haben [sic!] und wenn sie sie auf Augenhöhe von Moni erlebt haben, werden sie an unzählige Einzelheiten erinnert, die schmerzhaft und doch auch wieder reizvoll und oft komisch sind. Für heutige Kinder ab etwa 12 Jahren kann dieses Buch aber durchaus auch sehr interessant sein, denn aus der Perspektive Monis erzählt, eröffnet es eine völlig andere Kindheit als sie gleich alte Mädchen heute erleben.“

## Ausgaben
- Kirsten Boie, Monis Jahr, Oetinger 2003, ISBN 3-7891-3153-9